# Tabu (pořad)
Tabu byl televizní pořad vysílaný na stanici TV Nova v letech 1994–2001. Zaobíral se choulostivými společenskými tématy jako homosexualitou, fetišismem, násilím atd. Pořad byl vysílán ve večerních hodinách a uváděn byl Romanem Šmuclerem.
Principem pořadu byly živé rozhovory s respondenty s typickými problémy (sexuální, kriminální, sociální, závažné nemoci). Moderátor přivedl potmě hosta, který se usadil do speciální budky, ve které nebyl vidět a odkud mohl zcela anonymně odpovídat na otázky moderátora. Ve studiu byl i odborník na příslušnou problematiku a diváci kladli otázky prostřednictvím telefonu. Na konci pořadu byl host otázán, jestli chce vyjít a ukázat se divákům.
Námět byl prodán do zahraničí spolu s několika natočenými díly.